# Référendum liechtensteinois de 1990
 (août 2025).
Un référendum a lieu au Liechtenstein le 21 octobre 1990.

## Contenu
Le référendum porte sur une modification de la législation sur les impôts communaux.

## Contexte
Il s'agit d'un référendum facultatif d'origine populaire : dans le cadre de l'article 66 de la constitution, le projet de loi voté par le Landtag fait l'objet d'une demande de mise à la votation par un minimum de 1000 inscrits soutenus par un comité de rassemblement de signatures.

## Résultat
| Choix                            | Votes  | %     |
| -------------------------------- | ------ | ----- |
| Pour                             | 2 254  | 31,65 |
| Contre                           | 7 121  | 68,35 |
| Votes blancs et invalides        | 237    | –     |
| Total                            | 9 612  | 100   |
| Inscrits/Participation           | 13 642 | 70,46 |
| Source : Démocratie Directe (de) |        |       |